# 菊池梅静
菊池 梅静（きくち ばいせい、1922年〈大正11年〉- ）は草月流の華道家。

## 人物
1922年（大正11年）、東京府東京市麻布に生まれる。1940年（昭和15年）、生け花の草月流を創設した勅使河原蒼風の教室に入門。本人は花嫁修業のつもりで、実家近くに所在した蒼風の教室に通ったというが、1948年（昭和23年）より指導を始める。名古屋で結婚生活を送っても、幼子を連れて片道5時間も掛けて蒼風の教室を訪れ、研修を重ねた。1962年（昭和37年）蒼風賞、1964年（昭和39年）模範賞、1971年（昭和46年）草月賞をそれぞれ受賞し、1987年（昭和62年）には草月流発展功績の感謝状を家元から与えられている。草月流師範会理事、野蒜会会長、中日いけばな芸術協会常任理事を歴任。1991年（平成3年）10月29日には、生け花歴50年を祝う会が名古屋市中区丸の内のファーイーストクラブにおいて挙行され、師範や門下生、他流派の関係者を含め150人が参列した。